# Nsoko
Nsoko là một thị trấn ở phía nam Eswatini nằm cách biên giới với Nam Phi khoảng năm km (3,1 mi). Nó nằm khoảng 65 km (40 mi) về phía đông bắc Lavumisa và 45 km (28 mi) về phía đông nam của Maloma. Thị trấn nằm trên sông Ngwavuma.